# Jean-Baptiste Botul
Pour les articles homonymes, voir Botulisme (homonymie).
Jean-Baptiste Botul est un philosophe fictif créé en 1995 par Frédéric Pagès et ses amis de l'Association des amis de Jean-Baptiste Botul. Originellement, l’œuvre de Botul constitue un canular littéraire, Botul et sa théorie philosophique (le botulisme) étant une plaisanterie renvoyant au botulisme, grave intoxication à la toxine botulique.

## Historique
Créé en 1995, ce personnage est à l'origine d'un canular littéraire, qui a débuté par la publication en 1999 de La Vie sexuelle d'Emmanuel Kant, ouvrage qu'il était censé avoir écrit et dont l'auteur réel est Frédéric Pagès, journaliste au Canard enchaîné et agrégé de philosophie ayant enseigné en lycée. Cet ouvrage s'inscrit dans la lignée de Descartes et le cannabis,, ouvrage également écrit par Pagès, en son nom propre, et publié trois ans plus tôt.
Le caractère fictif de Jean-Baptiste Botul n'a pas été décelé par des auteurs tels que Bernard-Henri Lévy, qui cite abondamment La Vie sexuelle d'Emmanuel Kant dans l'argumentaire qu'il développe dans De la guerre en philosophie, paru en février 2010,. Éric Dupond-Moretti fit allusion à cet épisode dans la controverse qui l'opposa au philosophe en 2017 dans le cadre du procès de l'affaire Merah. Avant Bernard-Henri Lévy, d'autres auteurs, plus ou moins sérieux, ont fait référence aux travaux de Botul. Comme le relève Éric Poindron en 2013, l'hebdomadaire Télérama s'était aussi laissé prendre au canular en 2009 dans un article de Martine Laval, mais pour critiquer sévèrement l'ouvrage et non pour utiliser ses thèses,.
Il a pu être noté le rapprochement du nom de Botul avec le botulisme, dont l'étymologie renvoie au terme latin botulus, « boudin » — le patronyme Botul n'existant pas en France.

## Biographie fictive
Jean-Baptiste Botul (15 août 1896, Lairière – 15 août 1947, Lairière) est présenté comme un philosophe français, originaire du village de Lairière, dans l'Aude. Se réclamant de la tradition orale, il n'a laissé aucun ouvrage écrit officiel. Des liaisons, avec Marthe Richard (à laquelle il se serait fiancé), avec Marie Bonaparte, Simone de Beauvoir, Ernestine Chassebœuf et Lou Andreas-Salomé, lui ont été attribuées. Ses multiples pérégrinations l'auraient amené à rencontrer Zapata, Pancho Villa, Henri Désiré Landru, Stefan Zweig, André Malraux. Les botuliens rapportent son amitié avec Marcel Proust, ainsi que son invention de la taxithérapie.
Libérateur de l'Alsace en 1945, puis conférencier, il aurait gagné en 1946 l'Amérique du Sud avec une centaine de familles allemandes fuyant l'Armée rouge. Il y fonde la colonie de Nueva Königsberg, dont les habitants « s'habillaient comme Kant, mangeaient, dormaient comme lui, et faisaient chaque après-midi la même promenade dans un décor reconstitué qui évoquait les rues de Königsberg ».
Selon le site de son éditeur, Fayard :

« La vie de Jean-Baptiste Botul, philosophe de tradition orale, est encore mal connue. Seules certitudes : il est né en 1896 et mort en 1947. À part cela, on ne sait pas grand-chose sinon que ce grand esprit, originaire des Hautes-Corbières (il pâtit beaucoup de son accent méridional) connut de très près Joséphine Baker, Lou Andreas-Salomé et Simone de Beauvoir. On signale sa présence en Argentine, à Clipperton, en Cilicie et au Paraguay dans des missions restées très secrètes. »

## Les Amis de Jean-Baptiste Botul
L'Association des Amis de Jean-Baptiste Botul (A2JB2), déclarée en 1996,, publie des œuvres permettant de découvrir le « botulisme », c'est-à-dire la pensée de Botul. Ces œuvres consistent en des retranscriptions d'interventions orales ou en des fragments de correspondance. On notera parmi elles la plus célèbre La Vie sexuelle d'Emmanuel Kant, puis Landru, précurseur du féminisme, enfin Nietzsche et le démon de midi et La Métaphysique du mou. Tous ces ouvrages sont parus aux éditions Mille et Une Nuits (Fayard).
L'association a organisé pendant une dizaine d'années, le jour de l'épreuve de philosophie au baccalauréat, et ce depuis dix ans (avec quelques interruptions), le « banquet du bac philo » (diffusé par France Culture), joute oratoire à partir des sujets de l'épreuve. En 2023, elle a organisé à Cadouin (Dordogne), un concours d'éloquence réservé aux moins de 25 ans sur le sujet « Le futur a-t-il un avenir ? ».
Une rue traversière du village de Pomy, dans l'Aude, porte son nom,. Elle fut ainsi baptisée lors d'une cérémonie suivie d'un banquet républicain durant l'été 2002, par le maire, Jean-Baudeuf, en présence du sous-préfet de l'Aude.

### NoDuBo
Le NoDuBo, ou Noyau dur botulien, est constitué des douze fondateurs de l'Association des Amis de Jean-Baptiste Botul. Il comprend Christophe Clerc et Claire Doubliez, avocats de la Conférence du stage, Heike Heberlé, psychiatre, Nathalie Jaudel, psychanalyste, Hervé Le Tellier, écrivain, Ali Magoudi, psychanalyste, Jean-Alain Michel, avocat, Patrice Minet, comédien, Bertrand Rothé, professeur d'économie, Jacques Gaillard, latiniste et écrivain, Jean-Hugues Lime, comédien et écrivain, Frédéric Pagès, journaliste.
Les attributions et fonctions des membres du NoDubo sont tenues secrètes.

## Publications

### Œuvres publiées sous le nom de Jean-Baptiste Botul
- La Vie sexuelle d'Emmanuel Kant  (édition critique établie par Frédéric Pagès), Paris, Mille et Une Nuits, coll. « La Petite Collection » (no 251), 1999, 93 p. (ISBN 2-84205-424-5).
  - (pt) A vida sexual de Immanuel Kant, Sao Paulo, UNESP, 2001, 67 p. (ISBN 85-7139-339-7).
  - (de) Das sexuelle Leben des Immanuel Kant, Leipzig, Reclam, coll. « Reclams Universal-Bibliothek » (no 20017), 2001, 93 p. (ISBN 3-379-20017-4).
  - (pl) Życie seksualne Immanuela Kanta, Gdańsk, Słowo / Obraz Terytoria (pl), 2002, 81 p. (ISBN 83-88560-53-0).
  - (it) La vita sessuale di Kant  (trad. Emanuela Schiano di Pepe), Gênes, Il Nuovo Melangolo, coll. « Nugae » (no 168), 2011, 92 p. (ISBN 978-88-7018-806-6).
- Landru, précurseur du féminisme : Correspondance inédite entre Henri-Désiré Landru et Jean-Baptiste Botul  (édition établie par Christophe Clerc et Bertrand Rothé, postface de Jacques Gaillard), Paris, Mille et Une Nuits, coll. « La Petite Collection » (no 358), 2001, 102 p. (ISBN 2-84205-587-X).
- Nietzsche et le démon de midi  (édition établie par Frédéric Pagès), Paris, Mille et Une Nuits, coll. « La Petite Collection » (no 466), 2004, 127 p. (ISBN 2-842-05873-9).
- La Métaphysique du mou  (texte établi et annoté par Jacques Gaillard), Paris, Mille et Une Nuits, coll. « La Petite Collection » (no 527), 2007, 109 p. (ISBN 978-2-75550-030-1).
- Correspondance à moi-même  (texte exhumé, édité et commenté par Jacques Gaillard), t. 1 : Du Trou au Tout, Paris, La Découverte, coll. « Hors collection Essais & Documents », 2012, 139 p. (ISBN 978-2-70717-147-4).
- Freud et le Cigare fatal (présenté par Frédéric Pagès), Paris, Le Cherche Midi, 192 p., (ISBN 9782749179421)

### Sur Jean-Baptiste Botul, sa vie, son œuvre, sa pensée
- Les Cahiers de l'enclume, revue annuelle de l'Association des amis de Jean-Baptiste Botul, Villelongue d'Aude, L'Atelier du gué, no 1, 1999 ;  (ISBN 2-913589-09-X) (OCLC 822764898), no 3, 2000.
- Frédéric Pagès, Botul au bordel (texte issu d'une conférence donnée au salon Botul le 21 mars 2013), Paris, Buchet-Chastel, 2015, 169 p. (ISBN 978-2-283-02898-8).

## Prix Botul
Le prix Botul, créé en 2004, récompense un ouvrage dans lequel le mot « Botul » est imprimé. À défaut, il suffit que les lettres b, o, t, u et l figurent dans le texte pour que l'ouvrage puisse concourir. Par ailleurs, les candidats sont tous membres du jury. Bernard-Henri Lévy a été récompensé par le prix Botul 2010 pour son livre De la guerre en philosophie, et a assumé s'être fait prendre dans ce « très brillant et très crédible canular ».

### Lauréats du prix Botul
- 2004 : Jacques Gaillard, pour Mes aventures en Haute-Savoie (Mille et Une Nuits)
- 2005 : (ex æquo) Ali Magoudi, pour Rendez-vous (Maren Sell)
- 2005 : (ex æquo) Jean-Hugues Lime, pour Le Roi de Clipperton (Le Cherche midi)
- 2006 : Patrice Minet, pour Moi et la Reine d'Angleterre (Berg International)
- 2007 : Emmanuel Brouillard, pour Trois Claques à Balzac (Le Castor astral)
- 2009 : Bertrand Rothé, pour Lebrac, trois mois de prison (Seuil)
- 2010 : Bernard-Henri Lévy, pour De la guerre en philosophie (Grasset)
- 2011 : Frédéric Lordon, pour D'un retournement l'autre (Le Seuil)[24]
- 2012 : Jacques Colombat, pour Alexandre Jacob, le forçat intraitable (Riveneuve)
- 2013 : Nathalie Peyrebonne pour Rêve général (Phébus)
- 2016 : Hervé Le Tellier pour Moi et François Mitterrand (Jean-Claude Lattès)[25].
- 2023 : Mara Goyet pour Finir prof (Robert Laffont)